# Häldele

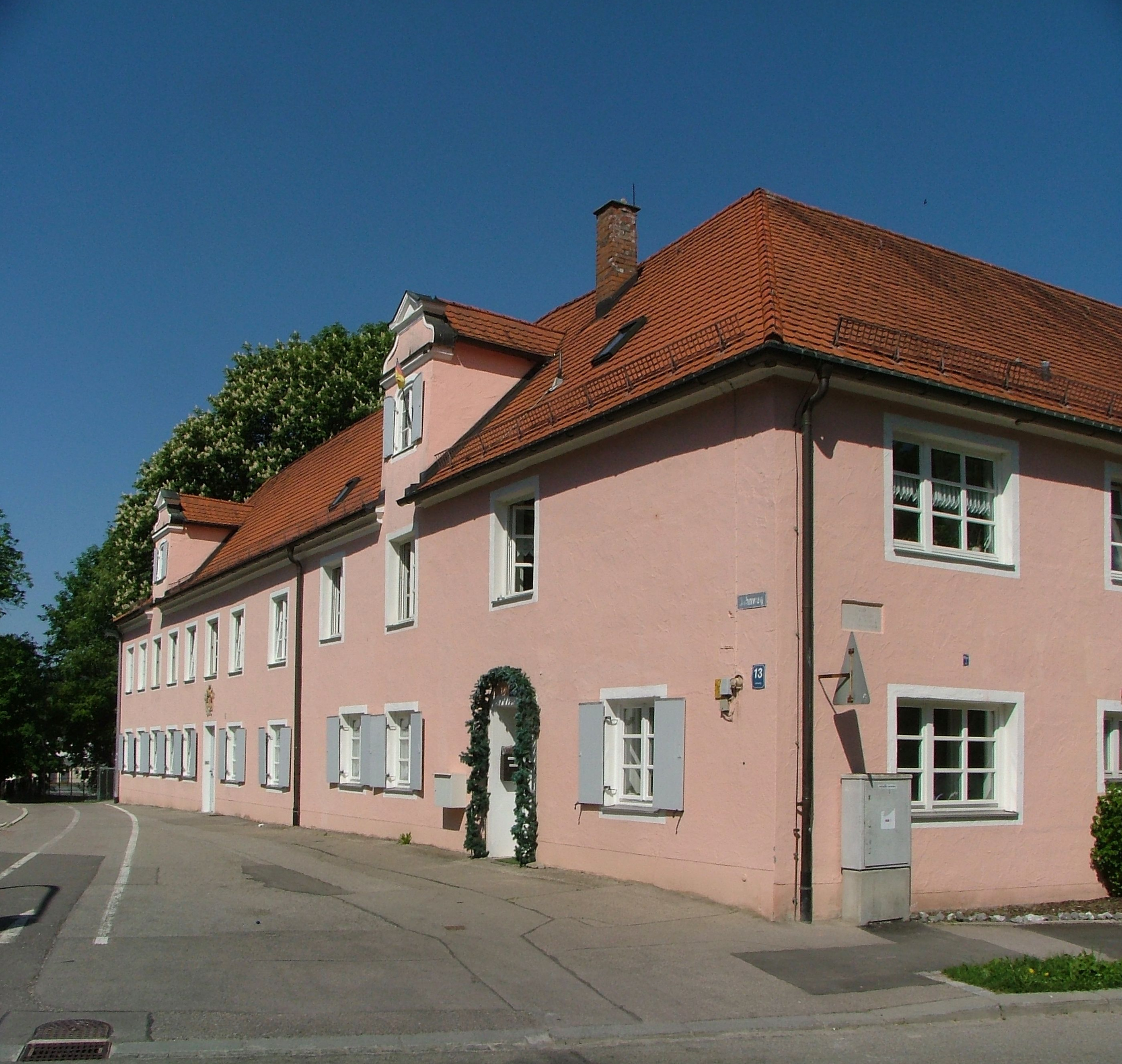
Landgut der Jenisch in Kempten

Das Häldele ist ein ehemaliges Landgut mit der Anschrift Augartenweg 13 in der kreisfreien Stadt Kempten (Allgäu). Das barocke Gebäude steht unter Denkmalschutz.
Ein Sandsteinwappen erinnert an die früheren Erbauer und Eigentümer, es ist das Wappen der Jenisch. Es wurde im frühen 18. Jahrhundert als Sommersitz errichtet.
Das zweigeschossige Gebäude hat ein abgewalmtes Satteldach, zwei Zwerchhäuser mit dreieckig abgeschlossenem Volutengiebel. Im westlichen Durchgang befindet sich ein Sandsteinportal mit Schlussstein und Kämpfern. An der Rückseite befinden sich zwei ovale Fenster.